# کیم پیونگ ایل
کیم پیونگ ایل (انگلیسی: Kim Pyong-il؛ زادهٔ ۱۰ اوت ۱۹۵۴) سیاستمدار و دیپلمات اهل کره شمالی است. او فرزند کیم ایل سونگ، بنیانگذار و رهبر ابدی کره شمالی، است. او همچنین برادر جوانتر کیم جونگ ایل، دومین رهبر کره شمالی و عموی کیم جونگ اون، سومین رهبر کره شمالی، است. او به دلیل فعالیت در زمینه سیاست خارجه، از سال ۱۹۷۹تا ۲۰۱۹ خارج از خاک کره شمالی زندگی می‌کرد و سفیر کره شمالی در کشورهایی چون مجارستان، بلغارستان، فنلاند، لهستان و جمهوری چک بوده‌است. او از نوامبر ۲۰۱۹ به کره شمالی بازگشته‌است.